# Mustajärvi (sjö i Finland, Egentliga Finland, lat 60,65, long 21,25)
Mustajärvi är en sjö i Finland. Den ligger i Gustavs kommun i landskapet Egentliga Finland, i den sydvästra delen av landet, 210 km väster om huvudstaden Helsingfors. Mustajärvi ligger 19 meter över havet. Den ligger på ön Kaurissalo. Arean är 1,1 hektar och strandlinjen är 0,47 kilometer lång. Sjön  ingår i Norra Skärgårdshavets avrinningsområde. 